# Matteo Tramoni
Pour les articles homonymes, voir Tramoni.
Matteo Tramoni, né le 20 janvier 2000 à Ajaccio, est un footballeur franco-italien qui évolue au poste d'ailier gauche au Pisa SC.
Son frère, Lisandru Tramoni, est également footballeur au SC Bastia.

## Biographie

### En club

#### AC Ajaccio
Issu du pôle espoirs d'Ajaccio et du centre de formation de l'AC Ajaccio, Matteo Tramoni débute officiellement sa carrière professionnelle lors d'un match à l'extérieur le 22 septembre 2017 face au FC Sochaux, remporté 6-1 par les Acéistes. La semaine suivante, il marque son premier but, permettant à son équipe de confirmer une victoire face à Bourg-en-Bresse. Il passe le restant de sa première saison à effectuer des remplacements sporadiques.
Pour sa seconde saison à l'AC Ajaccio, il est plus souvent sollicité par Olivier Pantaloni, marquant deux buts supplémentaires et étant titularisé pour la première fois le 14 septembre 2018 face au Paris FC. Lors de sa troisième saison, il est également beaucoup utilisé et inscrit trois buts.

#### Pisa SC
Le 23 septembre 2020, il quitte son club formateur et s'engage avec le Pisa SC   tout comme son frère.

### En sélection
Le 26 mai 2018, il est sélectionné pour participer à la première édition du tournoi des 4 nations en Martinique avec la Corse. Il honore sa première sélection contre la Guadeloupe et dispute également la finale contre la Martinique.

## Statistiques
| Saison                | Club                  | Championnat           | Championnat | Championnat | Coupe nationale | Coupe nationale | Coupe de la Ligue | Coupe de la Ligue | Total | Total |
| Saison                | Club                  | Division              | M.          | B.          | M.              | B.              | M.                | B.                | M.    | B.    |
| 2017-2018             | AC Ajaccio            | Ligue 2               | 9+1         | 1           | 1               | 0               | -                 | -                 | 11    | 1     |
| 2018-2019             | AC Ajaccio            | Ligue 2               | 28          | 2           | -               | -               | 2                 | 0                 | 30    | 2     |
| 2019-2020             | AC Ajaccio            | Ligue 2               | 24          | 2           | -               | -               | 1                 | 1                 | 25    | 3     |
| 2020-2021             | AC Ajaccio            | Ligue 2               | 1           | 0           | -               | -               | -                 | -                 | 1     | 0     |
| Sous-total            | Sous-total            | Sous-total            | 63          | 5           | 1               | 0               | 3                 | 1                 | 67    | 6     |
| 2020-2021             | Cagliari Calcio       | Serie A               | 6           | 0           | 3               | 0               | -                 | -                 | 9     | 0     |
| Sous-total            | Sous-total            | Sous-total            | 6           | 0           | 3               | 0               | -                 | -                 | 9     | 0     |
| 2021-2022             | Brescia Calcio (prêt) | Serie B               | 36          | 6           | 1               | 0               | -                 | -                 | 37    | 6     |
| Sous-total            | Sous-total            | Sous-total            | 36          | 6           | 1               | 0               | -                 | -                 | 37    | 6     |
| Total sur la carrière | Total sur la carrière | Total sur la carrière | 105         | 11          | 5               | 0               | 3                 | 1                 | 113   | 12    |

## Palmarès
Avec la Corse, il est finaliste du Tournoi des 4 qui s'est déroulé en juin 2018 en Martinique.